# Kuksema
Kuksema är en ort i Estland. Den ligger i Järva-Jaani kommun och landskapet Järvamaa, i den centrala delen av landet, 80 km sydost om huvudstaden Tallinn. Kuksema ligger 96 meter över havet och antalet invånare är 171.
Terrängen runt Kuksema är platt. Runt Kuksema är det glesbefolkat, med 9 invånare per kvadratkilometer. Närmaste större samhälle är Järva-Jaani, 2,7 km nordost om Kuksema. Trakten runt Kuksema består till största delen av jordbruksmark.